# Gigantyczna jaszczurka
Gigantyczna jaszczurka (ang. The Giant Gila Monster) – amerykański monster movie z 1959 roku w reżyserii Raya Kellogga. 

## Fabuła
Gdzieś na prowincji w Teksasie gigantyczna, zmutowana jaszczurka zaczyna atakować ludzkie siedziby. Początkowo pożera na pastwiskach bydło. Z czasem zaczyna atakować ludzi. Wtedy zwraca na siebie uwagę lokalnych władz, w postaci miejscowego szeryfa. Dysponuje on skąpymi środkami, jednak dzięki pomocy lokalnych mieszkańców, a zwłaszcza zaangażowaniu młodych ludzi, gad zostaje poskromiony. 

## Obsada
- Don Sullivan – Chase Winstead
- Lisa Simone – Lisa
- Fred Graham – szeryf Jeff
- Shug Fisher – stary Harris
- Bob Thompson – pan Wheeler
- Janice Stone – Missy Winstead
- Ken Knox – Horatio Alger "Steamroller" Smith
- Gay McLendon – pani Winstead
- Don Flournoy – Gordy
- Cecil Hunt – pan Compton
- Stormy Meadows – Agatha Humphries
- Howard Ware – Ed Humphries
- Pat Reeves – Rick
- Jan McLendon – Jennie
- Jerry Cortwright – Bob
- Beverly Thurman – Gay
- Clarke Browne – Chuck
- Grady Vaughn – Pat Wheeler
- Desmond Doogh – hitchhiker
- Ann Sonka – Whila
- Yolanda Salas – Liz Humphries

## Linki zwnętrzne
- Gigantyczna jaszczurka w bazie IMDb (ang.)
- Gigantyczna jaszczurka w bazie Filmweb